# ラビッツ・パーティー
『ラビッツ・パーティー』（原題 英: Rayman Raving Rabbids、仏: Rayman contre les lapins crétins）は、ユービーアイソフトから2006年12月2日（北米11月19日,欧州12月8日）に発売されたWii用のソフトである（海外ではPS2とXbox 360でも発売された）。日本では12月14日、それ以外の地域ではWiiの発売日と併せてリリースされた。現在も「リターンズ」から「タイム・トラベル」とシリーズ化が進んでいる。

## 概要
長い間日本市場への供給が止まっていたレイマンシリーズの、日本に久々に供給された最新作である。本来はRAYMAN 4として、普通のアクションゲームになる予定であったが、Wiiリモコンを見て、そのリモコンを最大限に生かしたものにするために方針を転換、リモコンを様々な用途に使うパーティーゲームとなった。ただし「ラビッツ・ゴー･ホーム」はパーティーゲームではなくコメディアクションである。
しかし、日本ではレイマンシリーズそのものの知名度が低く、今回大量に登場するラビッツ（ラビットの複数形）をレイマンであると誤解しないために、日本での名称は「レイマン」がつかず「ラビッツ・パーティー」となり、パッケージにも日本版のみレイマンが描かれていない。ちなみに「TVパーティー」以降からレイマンは「ラビッツシリーズ」には登場しなくなり代わりにラビッツが主役となった。

## ストーリー
2006年 ラビッツ・パーティー
（Rayman Raving Rabbids）
レイマンたちの住む世界には、かわいらしくも弱いウサギたちもいた。恐ろしい侵略計画を秘密裏に立てていた彼らは、ある日レイマンたちの世界を支配する形で復讐を果たす。
このウサギたちは精神に異常をきたし、制御不能となった。巨大な悪魔のようなウサギにさらわれ、奴隷にされたレイマンは、ウサギたちから見世物として試練を課される。
2007年 リターンズ
（Rayman Raving Rabbids 2）
ラビッツたちはショッピングモールを拠点に、地球征服を再開する。テレビでそれを知ったレイマンは、ラビッツの一員に成りすまして秘密基地のショッピングモールに潜入する。
2008年 TVパーティー
（Rayman Raving Rabbids: TV Party）
レイマンを追いかけていたラビッツたちは、雷に打たれる。そして、ラビッツたちはテレビとつながっていた電線に入り込んでしまい、テレビの中に現れる。ラビッツたちはこれを利用してテレビの世界を支配しようとする。
その後、ラビッツたちはテレビから脱出し、再びレイマンを追いかけたところで物語が終わる。
なお、DS版では、ラビッツたちがテレビに入る方法が、独自開発したマシンに変更されている。
2009年 ゴー・ホーム
（Rabbids Go Home）
地球に来てから4年、レイマンもいなくなり、今までやりたい放題のラビッツたち。だが、人間たちの反応がつまらなかったのか正直地球侵略も飽きてきた。そんな中、あるラビッツの提案により、月を侵略する計画が立てられた。その実現に向け、彼らは人間たちの住む都会へ物資を調達する。
2010年 タイム・トラベル
（Raving Rabbids Travel in Time (Wii) / Rabbids Travel in Time (3DS)）
とある博物館にラビッツが侵入してきた。月に行ったはずのラビッツたちは今度は人類の歴史を変えようとするために、タイムマシン洗濯機に乗り、過去でいたずらしまくる。一体なぜラビッツたちはタイムマシンを持っているのか今明かされる。
3DS版では、タイムマシン洗濯機で過去に流されてしまったラビッツの帰還が主題となる。
2011年 Alive&Kicking（日本未発売）
※2011年11月4日より、Xbox 360のKinectに対応。海外版のみ。
（Raving Rabbids: Alive & Kicking）
ラビッツたちは自分たちのしてきたことを振り返る中で、なぜ地球制服がうまくいかなかったのかを検証した。その中で、彼らは「地球征服」にこだわるあまり、民家といった人間の居住地を考慮していなかったことに気づき、人間たちの住む「市」の攻略に向けて動く。
2022年 ラビッツ：パーティー・オブ・レジェンド
（Rabbids: Party of Legends）

## キャラクター
レイマン
「ラビッツパーティー」「リターンズ」「TVパーティー」の主人公。彼も奴隷にされかけたが、戦う事を決意した人物。だが結局はラビッツ達から脱出したものの戦ってはいない。「TVパーティー」のオープニングではラビッツに追いかけられるほど恐れており、彼は自分の家に逃げ切ったものの、ラビッツ達がテレビの中（正確にはアニメ化）に入ってしまったため、彼にとって最悪の一週間を過ごす。その後テレビから出られたラビッツ達に追いかけられるがその後は行方が不明になる。
ラビッツ
主人公。シリーズ全般に登場。「ダァァァァ!!!」や「ブォッ?」などの言葉しか発しないものの、歌うことはできる。当時は笑ったり、悲しんだりはしなかったが、今では表情豊かになっている。日本語版「ラビッツ・ゴー・ホーム」では宇宙人と言っていたが宇宙人ではなく、ただ元々住んでいた世界の帰り方がわからなくなっただけである。またこのシリーズからパンツがお気に入りになったらしく以降の作品からパンツを履いている。「タイム・トラベル」では頭の悪さや虚言癖と言った問題点がクローズアップされている。
「ラビッツ・パーティー」から「TVパーティー」までラビッツ達の武器はスッポンだったが、「タイム・トラベル」からは同様の性質を持つトイレブラシに変更されている。ダンスとゲームが得意らしく、特にYouTubeではWiiやらDS、3DSを使いこなしている。最近ではおとなしくなった模様。
本国フランスではLapin Crétin（「バカなウサギ」の意、複数形はLapins Crétins）という名前である。日本名のラビッツは英語版の名前であるRaving Rabbids（「狂乱したラビッツ」の意）から来ている。
なお、これらのキャラクター以外にも、人間や犬といった動物なども登場する。

## 内容
1作目のラビッツ・パーティーでは、ストーリーモードとして1ステージにつき5つの1P用パーティーゲームが用意され、クリアすることでスコアモードでの多人数対戦が可能になる。
2作目のリターンズでは、ツアーモードとして1ツアーにつき6つの1～4人用パーティーゲームが用意され、最初から多人数対戦ができる。

### ラビッツハント
次々と襲いかかるラビッツを「すっぽん銃」で撃ち、レイマンの親友であるカエルのグロボックスを助ける内容のゲームである。ラビッツの中には、のんきに寝ているものや、鍋のふたなどを防具にしているものなどもいる。FPSと言われることも多いが、移動は自動になるためむしろタイムクライシスシリーズの操作感覚に近い。

### スポーツ
ボウリングやレースなど、リモコンを激しく振るゲーム。このジャンルはさらに「たいりょくだ！」「しんちょうに！」「はしれ！」「わざあり！」の4つに分けられる。

### ダンシング
リモコンとヌンシャクを左右のラビッツが来るのにあわせて上下に振り、ラビッツと共にダンスを踊るゲーム。以下の洋楽のアレンジが使われている。すべての曲にパート1とパート2が有り（「ファンタスティックダンス」のみパート3まで）、パート2(3)のほうが難易度が高い。

#### パーティー
| 楽曲名                       | アーティスト名     | トライアル名                           |
| ---------------------------- | ------------------ | -------------------------------------- |
| Misirlou (instrumental)      | TAXiシリーズより   | 「ファンタスティックダンス」           |
| Girls just wanna to have fun | シンディ・ローパー | 「ラビッツはたのしみたいの」           |
| La Bamba                     | ロス・ロボス       | 「ラビッツ・ラバンバ」                 |
| Good Times (Good Timeと表記) | シック             | 「ラビッツはディスコがだいすき」       |
| Hip Hop Hooray               | Naughty by Nature  | 「ラビッツはヒップホップでもたのしい」 |
| Dark Iron Bunnies            | (オリジナル楽曲)   | 「ラビッツロックンロール」             |
| The Butcher DeeJay           | (不明)             | 「クレイジーラビッツ」                 |

#### リターンズ
1. ジェームス・ブラウン - Papa's Got a Brand New Bag （Wii版のみ）
2. ローリング・ストーンズ - サティスファクション （Wii版のみ）
3. クール・アンド・ザ・ギャング - Celebration
4. ディープ・パープル - スモーク・オン・ザ・ウォーター
5. ディオン&ザ・ベルモンツ - 恋のティーンエイジャー （Wii海外版のみ、日本版ではクレジットのBGMとして収録）
6. パフィー - これが私の生きる道 （Wii日本版のみ）
7. リップス - ファンキータウン
8. The Drunken Sailor Remix （海外DS 版のみ）
9. The Butcher Dee-Jay （海外DS 版のみ）
10. Dark Iron Bunnies （海外DS 版のみ)

### チャレンジ
ストーリーモードをクリアすると使用可能。5種または10種のゲームに連続して挑戦することが出来る。

## その他
- 今回登場するラビッツは、レイマンシリーズのデザイナー・ディレクターであるミシェル・アンセル（Michel Ancel）のデザインである。このキャラクターは、スタジオで飼っていたウサギのつがいがからどんどん繁殖したことをヒントに生まれた[22]。
- 日本ではほとんど話題になっていないが、北米や欧州ではゲームサイトなどで同社のレッドスティールよりも高い評価を得、売り上げもサードパーティー製Wii用ソフトウェアの中では非常に好調である。ユービーアイソフトの本拠地フランスでは、発売日に本体と同時に買ったソフトの中では、ゼルダの伝説 トワイライトプリンセスの次に売れたソフトである。
- このゲームの続編である「Rayman Raving Rabbids 2」（ラビッツ・パーティー リターンズ、仏：Rayman contre les lapins encore plus crétins）も存在する。ニンテンドーWi-Fiコネクションに対応し、世界中のプレイヤーとスコアランキングを競うことができる。海外ではDS版も発売された。またミニゲーム数は全60種類となり、その大部分が4人で遊ぶことが可能なゲームとなっている。ダンシングでは日本版のみの収録曲としてパフィーの「これが私の生きる道」も入っている。
- この作品以降も「TVパーティー」「タイム・トラベル」とパーティーシリーズは続いているが、ラビッツシリーズの「ラビッツ・ゴー・ホーム」ではパーティーゲームではなく、コメディアクションになっておりこちらは月に行くために物を集めて行くアクションゲームになっている。ちなみに3DS版「ラビッツ・タイム・トラベル」も横スクロールアクションである。
- ラビッツシリーズでは、ラビッツ達を着せ替えするモードがあり、「リターンズ」では「アサシンクリード」や「スプリンターセル」などの同社のゲームキャラのパロディもある。「ラビッツ・ゴー・ホーム」では着せるんじゃなくプレイヤー自信がラビッツの服装（タトゥー）を書くことになっており、他にも目や耳を大きくしたり移動させたり、アクセサリーを飾る事で自分のオリジナルラビッツが作れるようになっている。なお、「ラビッツ・ゴー・ホーム」以降からラビッツのスタイルが全裸からパンツが加えられている。
- 海外ではラビッツのキャラクターのTシャツやフィギュアなど販売されており、一部の地域では「マクドナルド」のハッピーセットまで販売されている。
- 日本国外ではこのゲームのゲームボーイアドバンス版やXbox 360版も出ている。ゲームボーイアドバンス版は普通のアクションゲームである。
- 同社の「スプリンターセル コンヴィクション」にも置物として競演しており、「プリンスオブペルシャ」「忍者タートルズ」にも出演している。